# Eukoenenia condei
Eukoenenia condei is een spinnensoort in de taxonomische indeling van de Palpigradi.
Het dier komt uit het geslacht Eukoenenia. Eukoenenia condei werd in 1982 beschreven door Orghidan, Georgesco and Sârbu.